# Salles (Deux-Sèvres)
 Salles  es una población y comuna francesa, situada en la región de Poitou-Charentes, departamento de Deux-Sèvres, en el distrito de Niort y cantón de La Mothe-Saint-Héray.

## Demografía
| 370 | 394 | 336 | 296 | 307 | 337 |
| Para los censos de 1962 a 1999 la población legal corresponde a la población sin duplicidades (Fuente: INSEE [Consultar]) |     |     |     |     |     |